# Stargate
Stargate là một thương hiệu truyền thông khoa học viễn tưởng quân sự thuộc sở hữu của Amazon MGM Studios. Thương hiệu bắt đầu và dựa trên bộ phim điện ảnh cùng tên do Roland Emmerich đạo diễn và đồng biên kịch với Dean Devlin; StudioCanal là công ty sở hữu bản quyền của bộ phim gốc. Thương hiệu này dựa trên ý tưởng về một thiết bị lỗ sâu của người ngoài hành tinh tên gọi Stargate (hay Cổng Sao) cho phép du hành gần như tức thời qua vũ trụ. 
Cốt truyện chính của phim kéo dài hơn 15 năm, bao gồm 18 mùa (364 tập) và 22 ấn bản truyện tranh tính đến tháng 1 năm 2020. Tuy nhiên, nhiều phiên bản khác lại bỏ qua mạch chính này hoặc thiết lập lại nó, trong khi vẫn duy trì các yếu tố thiết yếu định hình nên thương hiệu (chủ yếu là việc đưa vào thiết bị Stargate). Bao gồm cả loạt phim hoạt hình Stargate Infinity năm 2002. 

## Quá trình phát triển
Loạt phim bắt đầu với bộ phim điện ảnh Stargate, phát hành năm 1994, bởi Metro-Goldwyn-Mayer và Carolco. Năm 1997, Brad Wright và Jonathan Glassner đã tạo ra một loạt phim truyền hình có tựa đề Stargate SG-1 như phần tiếp theo của bộ phim. Sau đó được nối tiếp với loạt phim Stargate Atlantis vào năm 2004, Stargate Universe vào năm 2009 và loạt phim tiền truyện trên web Stargate Origins vào năm 2018. Cùng một câu chuyện trên là nhiều đầu sách, trò chơi điện tử và truyện tranh, cũng như các bộ phim video như Stargate: Children of the Gods, Stargate: The Ark of Truth và Stargate: Continuum.
Năm 2011, khi chương trình Stargate cuối cùng trên truyền hình là Stargate Universe kết thúc. Brad Wright tuyên bố rằng không còn kế hoạch nào để tiếp tục câu chuyện tương tự trong các sản phẩm tiếp theo. Vào năm 2016, nhà xuất bản truyện tranh American Mythology đã mua lại bản quyền để xuất bản loạt truyện Stargate Atlantis mới, lấy bối cảnh trong loạt truyện đã có sẵn. Nó được mở rộng vào năm 2017 bao gồm cả truyện tranh Stargate Universe mới, giải quyết tình tiết ở cuối loạt phim cùng tên.

## Phát hành
Do nhiều nhà phát triển làm việc riêng rẽ và độc lập dựa trên thương hiệu trong nhiều năm, các sản phẩm Stargate khác nhau không hoàn toàn nhất quán và mặc dù không có bộ tác phẩm nào trở thành một quy chuẩn chính thức, nhưng lượng người theo dõi lớn nhất vẫn thuộc về ba loạt phim người đóng.

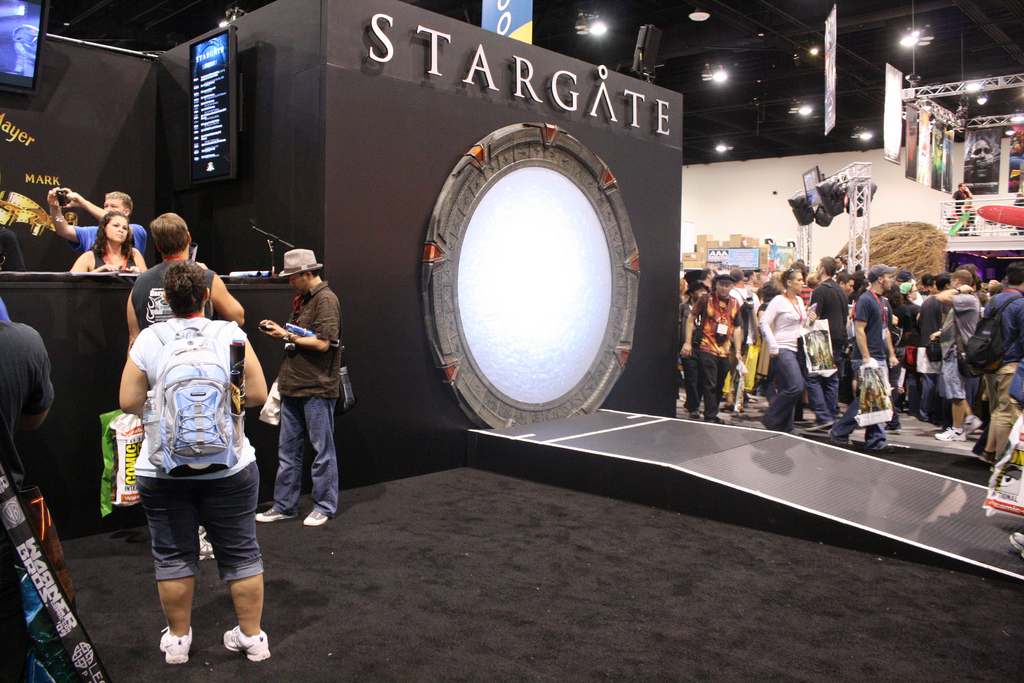
Mô phỏng thiết bị Cổng sao (Stargate)

### Phim điện ảnh
| Phim ảnh                   | Ngày phát hành            | Đạo diễn         | Doanh thu toàn cầu |
| -------------------------- | ------------------------- | ---------------- | ------------------ |
| Stargate                   | Ngày 28 tháng 10 năm 1994 | Roland Emmerich  | 196.565.669 USD    |
| Stargate: The Ark of Truth | Ngày 11 tháng 3 năm 2008  | Robert C. Cooper | 32.082.654 USD     |
| Stargate: Continuum        | Ngày 29 tháng 7 năm 2008  | Martin Wood      | 27.092.511 USD     |

### Truyền hình
| Tựa đề series     | Mùa | Số tập | Số tập | Phát sóng chính thức | Phát sóng chính thức | Phát sóng chính thức | Nhà sáng tạo                         |
| Tựa đề series     | Mùa | Số tập | Số tập | Phát sóng tập đầu    | Phát sóng tập cuối   | Kênh                 | Nhà sáng tạo                         |
| ----------------- | --- | ------ | ------ | -------------------- | -------------------- | -------------------- | ------------------------------------ |
| Stargate SG-1     | 1   | 22     | 22     | 27 tháng 7 năm 1997  | 6 tháng 3 năm 1998   | Showtime             | Brad Wright & Jonathan Glassner      |
| Stargate SG-1     | 2   | 22     | 22     | 26 tháng 6 năm 1998  | 10 tháng 2 năm 1999  | Showtime             | Brad Wright & Jonathan Glassner      |
| Stargate SG-1     | 3   | 22     | 22     | 25 tháng 6 năm 1999  | 8 tháng 3 năm 2000   | Showtime             | Brad Wright & Jonathan Glassner      |
| Stargate SG-1     | 4   | 22     | 22     | 30 tháng 6 năm 2000  | 14 tháng 2 năm 2001  | Showtime             | Brad Wright & Jonathan Glassner      |
| Stargate SG-1     | 5   | 22     | 22     | 29 tháng 6 năm 2001  | 6 tháng 2 năm 2002   | Showtime             | Brad Wright & Jonathan Glassner      |
| Stargate SG-1     | 6   | 22     | 22     | 7 tháng 6 năm 2002   | 19 tháng 2 năm 2003  | Syfy                 | Brad Wright & Jonathan Glassner      |
| Stargate SG-1     | 7   | 22     | 22     | 19 tháng 6 năm 2003  | 9 tháng 3 năm 2004   | Syfy                 | Brad Wright & Jonathan Glassner      |
| Stargate SG-1     | 8   | 20     | 20     | 9 tháng 7 năm 2004   | 22 tháng 2 năm 2005  | Syfy                 | Brad Wright & Jonathan Glassner      |
| Stargate SG-1     | 9   | 20     | 20     | 15 tháng 7 năm 2005  | 10 tháng 3 năm 2006  | Syfy                 | Brad Wright & Jonathan Glassner      |
| Stargate SG-1     | 10  | 20     | 20     | 14 tháng 7 năm 2006  | 13 tháng 3 năm 2007  | Syfy                 | Brad Wright & Jonathan Glassner      |
| Stargate Atlantis | 1   | 20     | 20     | 16 tháng 7 năm 2004  | 25 tháng 3 năm 2005  | Syfy                 | Brad Wright & Robert C. Cooper       |
| Stargate Atlantis | 2   | 20     | 20     | 15 tháng 7 năm 2005  | 10 tháng 3 năm 2006  | Syfy                 | Brad Wright & Robert C. Cooper       |
| Stargate Atlantis | 3   | 20     | 20     | 14 tháng 7 năm 2006  | 22 tháng 6 năm 2007  | Syfy                 | Brad Wright & Robert C. Cooper       |
| Stargate Atlantis | 4   | 20     | 20     | 28 tháng 9 năm 2007  | 7 tháng 3 năm 2008   | Syfy                 | Brad Wright & Robert C. Cooper       |
| Stargate Atlantis | 5   | 20     | 20     | 11 tháng 7 năm 2008  | 9 tháng 1 năm 2009   | Syfy                 | Brad Wright & Robert C. Cooper       |
| Stargate Universe | 1   | 20     | 20     | 2 tháng 10 năm 2009  | 11 tháng 6 năm 2010  | Syfy                 | Brad Wright & Robert C. Cooper       |
| Stargate Universe | 2   | 20     | 20     | 28 tháng 9 năm 2010  | 9 tháng 5 năm 2011   | Syfy                 | Brad Wright & Robert C. Cooper       |
| Stargate Infinity | 1   | 26     | 26     | 14 tháng 9 năm 2002  | 24 tháng 3 năm 2003  | Fox (FoxBox)         | Eric Lewald & Michael Maliani        |
| Stargate Origins  | 1   | 10     | 10     | 15 tháng 2 năm 2018  | 8 tháng 3 năm 2018   | Stargate Command     | Mark Ilvedson & Justin Michael Terry |

### Phim tài liệu và bản đặc biệt
| Phim ảnh                                               | Phát sóng tập đầu        | Đạo diễn       | Kênh    |
| ------------------------------------------------------ | ------------------------ | -------------- | ------- |
| Stargate: The Lowdown                                  | Ngày 13 tháng 6 năm 2003 | John Murphy    | Sci-Fi  |
| From Stargate to Atlantis: Sci Fi Lowdown              | Ngày 5 tháng 7 năm 2004  | John Murphy    | Sci-Fi  |
| Sci Fi Lowdown: Behind the Stargate - Secrets Revealed | Ngày 17 tháng 1 năm 2005 | John Murphy    | Sci-Fi  |
| Sci Fi Inside: Sci Fi Friday                           | Ngày 11 tháng 7 năm 2005 |                | Sci-Fi  |
| Stargate SG-1: True Science                            | Ngày 3 tháng 1 năm 2006  | Tim Usborne    | Sky One |
| Sci Fi Inside: Stargate SG-1 200th Episode             | Ngày 18 tháng 8 năm 2006 | John Murphy    | Sci-Fi  |
| 10 Years of Stargate SG-1                              | Ngày 2 tháng 11 năm 2006 |                | Space   |
| Behind the Mythology of Stargate SG-1                  | Ngày 13 tháng 4 năm 2007 | Ivon R. Bartok | Sci-Fi  |

### Phát hành trò chơi điện tử
- Stargate: Timekeepers là một trò chơi điện tử chiến lược phát hành vào ngày 23 tháng 1 năm 2024[21] cho PC từ Slitherine và CreativeForge Games.
- Stargate SG-1: Unleashed là một trò chơi phiêu lưu có sự góp mặt của đội SG-1 gốc dành cho Android và iOS do MGM và Arkalis Interactive phát triển.
- Stargate: Resistance là trò chơi bắn súng trực tuyến góc nhìn thứ ba. Phiên bản này được phát hành vào ngày 10 tháng 2 năm 2010. Sau đó đã bị hủy theo hợp đồng với MGM.
- Stargate Worlds là một trò chơi nhập vai trực tuyến nhiều người chơi bị hủy bỏ khi đang được phát triển. Các biên kịch và nhà sản xuất của Stargate coi Stargate Worlds là một chương trình song song với bộ phim truyền hình chính thống.
- Stargate SG-1: The Alliance là một trò chơi máy tính, dự kiến phát hành vào cuối năm 2005 nhưng đã bị hủy bỏ.
- Trò chơi Thẻ bài Stargate (Stargate TCG) được phát hành vào tháng 5 năm 2007. Có sẵn ở cả dạng trực tuyến và bản in. Được thiết kế bởi Sony Online Entertainment và được xuất bản bởi Comic Images.
- Trò chơi nhập vai Stargate là trò chơi nhập vai được sản xuất bởi Alderac Entertainment. Nó được xem là kinh điển bởi cả nhà xuất bản và nhân viên của MGM. Tuy nhiên, khi Sony mua lại MGM, họ đã mất giấy phép sản xuất các sản phẩm nhập vai và giấy phép cũng không còn được chuyển nhượng nữa.
- Vào năm 2021, Wyvern Gaming [22][23] đã sản xuất một game nhập vai Stargate SG-1 khác, được xây dựng trên hệ thống Dungeons & Dragons 5e. Việc Amazon Studios mua lại MGM đã làm gián đoạn hoặc hủy bỏ việc cấp phép và phát triển các bản mở rộng trò chơi.
- Hai trò chơi điện tử dựa trên bộ phim đã được Acclaim Entertainment phát hành: một trò chơi nền tảng cuộn cảnh cùng tên ra mắt năm 1995 cho hệ máy Super Nintendo Entertainment System và Sega Genesis, và một trò chơi điện tử giải đố giống Tetris cho hệ máy Game Gear và Game Boy.
- Có ba công viên giải trí sử dụng trò chơi mô phỏng mang tên Stargate SG-3000 là Six Flags Kentucky Kingdom, Six Flags Great America và Six Flags Marine World.
- Trò chơi pinball Stargate được sản xuất bởi Gottlieb.

## Phim chiếu rạp

### Stargate
Bộ phim Stargate ra mắt năm 1994, do Roland Emmerich đạo diễn và Emmerich cùng Dean Devlin đồng biên kịch, tập trung vào quá trình "tái khám phá" ban đầu về Stargate trên Trái Đất và chuyến thám hiểm đầu tiên.
Bộ phim kể về một nhóm do Đại tá Jack O'Neil (Kurt Russell đóng) chỉ huy và bao gồm nhà Ai Cập học Daniel Jackson (James Spader đóng) mạo hiểm đi qua Cổng sao đến hành tinh Abydos, phát hiện ra một xã hội của những người nói tiếng Ai Cập cổ đại do một du hành gia ngoài hành tinh đóng giả là thần mặt trời Ra của Ai Cập cổ đại cai trị. Cuối cùng, đoàn thám hiểm đã giải phóng được xã hội này khỏi sự kiểm soát của người ngoài hành tinh, đồng thời tiêu diệt nó trước khi những người sống sót (trừ Daniel) trở về Trái đất.

## Truyền hình

### Stargate SG-1

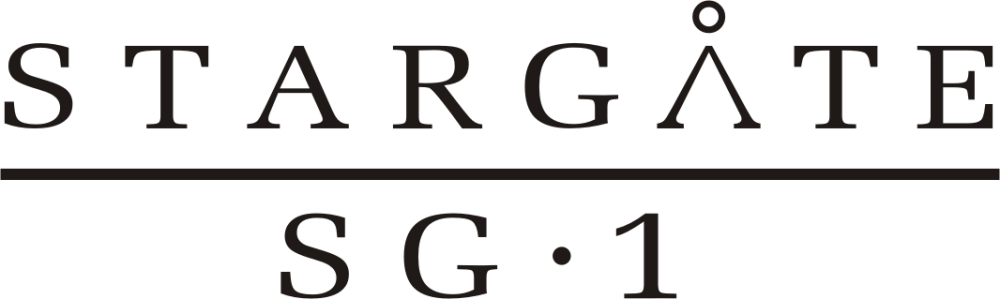
Biểu trưng phim Stargate SG-1

Năm 1997, Jonathan Glassner và Brad Wright đã cùng nhau phát triển loạt phim truyền hình Stargate SG-1, nhằm tiếp tục cốt truyện bộ phim gốc. Mặc dù với diễn viên mới, một số vai diễn vẫn được giữ lại, bao gồm các nhân vật chính Daniel Jackson và Jack O'Neill (được viết lại để thêm vào chữ "L"). Bối cảnh được chuyển từ cơ sở quân sự hư cấu nằm ở Creek Mountain đến Stargate Command có trụ sở tại Cheyenne Mountain Complex. Tám mùa đầu tiên tập trung vào những nỗ lực của Stargate Command nhằm chống lại Goa'uld – chủng tộc mà người ngoài hành tinh tự nhận mình là Ra thuộc về – và các thủ lĩnh của họ được gọi là System Lords, trong khi giải phóng những con người mà họ đã bắt làm nô lệ trên khắp thiên hà cũng như đội quân nô lệ gồm những người đột biến được gọi là Jaffa. Trong hai mùa cuối, một mối đe dọa mới xuất hiện là Ori, được lấy cảm hứng từ truyền thuyết về vua Arthur.
Bộ phim ra mắt trên hệ thông truyền hình Showtime vào ngày 27 tháng 7 năm 1997 và chuyển sang Kênh Sci-Fi sau mùa thứ năm.

#### The Ark of Truth, ContinuumvàChildren of the Gods
Stargate: The Ark of Truth được phát hành trực tiếp trên DVD năm 2008, do Robert C. Cooper viết kịch bản và đạo diễn. Bộ phim tiếp nối và kết thúc phần về Ori trong Stargate SG-1, nhưng diễn ra trước phần thứ tư của Stargate Atlantis.
Stargate: Continuum được phát hành trực tiếp trên DVD vào năm 2008, do Brad Wright viết kịch bản và Martin Wood đạo diễn. Bộ phim là cuộc phiêu lưu du hành thời gian và là loạt phim thứ hai tiếp nối Stargate SG-1, sau Stargate: The Ark of Truth.
Stargate: Children of the Gods được phát hành trực tiếp trên DVD năm 2009, do Jonathan Glassner và Brad Wright biên kịch và Mario Azzopardi đạo diễn. Tập phim thí điểm của Stargate SG-1 đã được cắt lại thành tập phim đặc biệt thứ ba về Stargate SG-1 phát hành trực tiếp trên DVD.

### Atlantis

Biểu trưng phim Stargate Atlantis

Stargate Atlantis là loạt phim truyền hình ăn theo Stargate SG-1 được công chiếu vào tháng 7 năm 2004. Sau những lần SG-1 được gia hạn thêm phần mới nó cũng được dự định trở thành phần tiếp theo của mùa 6 rồi mùa 7. Cuối cùng, khi SG-1 được gia hạn cho mùa 8, bộ phim đã trở thành tập phim cuối của mùa gồm hai phần có tựa đề "Lost City", và bối cảnh của Stargate Atlantis đã được chuyển đến thiên hà Pegasus. Điều này cho phép hai chương trình tồn tại song song trong cùng một vũ trụ hư cấu và sau đó hai chương trình thậm chí còn có mối liên hệ với nhau. Atlantis được phát triển bởi gần như cùng một đội ngũ và trong cùng một studio với SG-1.

### Universe

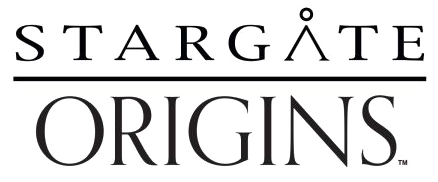
Biểu trưng phim Stargate Origins

Stargate Universe là loạt phim người đóng thứ ba của Stargate, được công chiếu vào tháng 10 năm 2009. Bộ truyện đã chọn chiếu trên kênh Sci Fi Channel vào mùa thu năm 2007, cuộc đình công của các nhà biên kịch sau đó đã khiến dự án phải tạm dừng. Sci Fi Channel đã đặt hàng Universe sau khi thông báo hủy bỏ Stargate Atlantis. Tập cuối cùng được phát sóng vào ngày 9 tháng 5 năm 2011.

### Stargate Origins
Loạt phim trực tuyến Stargate Origins đã được công bố tại Hội thảo San Diego Comic-Con vào tháng 7 năm 2017, nhân dịp kỷ niệm 20 năm ra mắt thương hiệu này. Phim tập trung vào nhân vật Catherine Langford và là phần tiền truyện của cả phim truyền hình và phim điện ảnh gốc. Loạt phim được công chiếu trực tuyến trên trang web Stargate Command vào ngày 15 tháng 2 năm 2018.

Biểu trưng phim Stargate Infinity

### Infinity
Stargate Infinity là loạt phim hoạt hình truyền hình ra mắt năm 2002, đây là sản phẩm được hợp tác giữa Mỹ và Pháp do Eric Lewald và Michael Maliani sáng tạo như một phần phụ của Stargate SG-1. Infinity lấy bối cảnh trong 30 năm sau Stargate SG-1, Cốt truyện không bao giờ được giải quyết vì lượng người xem thấp và chương trình đã bị hủy vào năm 2003.

## Ấn bản văn học
Có ba loạt tiểu thuyết dựa trên thương hiệu Stargate, một dựa trên bộ phim Stargate gốc và hai dựa trên loạt phim truyền hình Stargate SG-1 và Stargate Atlantis. Một loạt sách được Bill McCay sáng tác và xuất bản từ năm 1995 đến 1999, là phần tiếp diễn không chính thức của bộ phim.
Từ năm 1999 đến 2001, New American Library đã xuất bản bốn tiểu thuyết dựa trên Stargate SG-1 do Ashley McConnell viết. Năm 2004, Fandemonium Press có trụ sở tại Anh đã bắt đầu một loạt tiểu thuyết mới dựa trên Stargate SG-1. Do xung đột với giấy phép của New American Library, những cuốn sách này chỉ phát hành được tại Úc, Canada, New Zealand, Nam Phi và Vương quốc Anh, mà không được lưu hành tại Hoa Kỳ. Những cuốn sách của Fandemonium được phép phát hành tại Hoa Kỳ từ năm 2006. Tạp chí Stargate chính thức, sản xuất bởi Titan Publishing, đã bắt đầu xuất bản những truyện ngắn do các tác giả của Fandemonium viết trong số thứ 8 của họ. Đây là những câu chuyện xen kẽ giữa SG-1 và Atlantis.
Một loạt truyện tranh dựa trên Stargate SG-1 và Stargate Atlantis được Avatar Press xuất bản từ năm 2003. Vào tháng 2 năm 2008, Big Finish Productions thông báo sẽ phát hành sách nói được cấp phép chính thức được đọc bởi dàn diễn viên của hai tựa phim.

## Đón nhận
Stargate SG-1 đã giành được Giải thưởng Saturn cho Phim truyền hình được phát sóng nhiều lần và dàn diễn viên của phim cũng đã giành được những giải thưởng tương tự về diễn xuất. Vào ngày 21 tháng 8 năm 2006, Kênh Sci Fi thông báo rằng họ sẽ không gia hạn Stargate SG-1 cho mùa thứ mười một sau một loạt các thành tích kém cỏi trong bảng xếp hạng Nielsen. Nhiều người hâm mộ đã vô cùng tức giận trước tin tức này, thậm chí còn tạo ra các trang web để phản ứng nhằm thể hiện sự cam kết của họ đối với bộ truyện. Tuy nhiên, SciFi đã cố gắng ngăn chặn các hệ thống khác tiếp quản chương trình và viện dẫn hợp đồng độc quyền ban đầu của nó với MGM. Atlantis đã chứng tỏ được sự thành công như SG-1, xét về lượng người xem và tỷ suất người xem của Nielsen. Loạt phim Stargate năm 2009 đã giành được Giải thưởng Constellation ở hạng mục Đóng góp nổi bật của Canada cho Phim khoa học viễn tưởng hoặc Truyền hình năm 2008.
Theo Brad Wright, đồng sáng tạo ra Stargate SG-1 và Atlantis, chương trình này rất phổ biến ở Anh, Đức, Pháp và Úc, nhưng lượng người xem ở quê nhà Canada lại giảm dần. Khoảng ba mươi triệu đĩa DVD Stargate đã được bán trên toàn thế giới vào năm 2006.
Theo số liệu năm 2008, phiên bản DVD của Stargate: The Ark of Truth tại Hoa Kỳ đã mang về cho MGM/Fox 1,59 triệu USD tiền thuê trong tuần đầu tiên phát hành và thêm 1,38 triệu USD trong tuần thứ hai. Trong tuần thứ ba, nó đã kiếm được 1,19 triệu USD tiền thuê trong tổng số là 4,16 triệu USD. Stargate: Continuum cũng thu về hơn 8 triệu đô la Mỹ tại Hoa Kỳ. Một bộ phim Stargate SG-1 thứ ba đã được lên kế hoạch thực hiện sau Continuum, với nhân vật trung tâm là Jack O'Neill, nhưng dự án sau đó đã bị cầm chừng cùng với các dự án phim Stargate khác sau đó.
Đến năm 2010, Stargate ước tính đã mang về 1 tỷ USD cho nền kinh tế của British Columbia, trong 15 năm đầu của thương hiệu.